# Liga de Campeones de la AFC 2019
La Liga de Campeones de la AFC 2019 fue la 38.ª edición del torneo de fútbol a nivel del clubes más importante de Asia, organizado por la Confederación Asiática de Fútbol (AFC) y la 17.ª edición bajo el formato de Liga de Campeones de la AFC.
El campeón clasificó como representante de la AFC para la Copa Mundial de Clubes de la FIFA 2019 en Catar.

## Asignación geográfica de equipos por asociación
El Comité de Competiciones de la AFC propuso una renovación de las competiciones de clubes de la AFC el 25 de enero de 2014, que fue ratificado por el Comité Ejecutivo de la AFC el 16 de abril de 2014, Las 46 asociaciones miembro (excluyendo a la asociación miembro Islas Marianas del Norte) se clasifican en función del rendimiento de su selección nacional y clubes en los últimos cuatro años en competiciones de la AFC, con la asignación de cupos para las ediciones 2017 y 2018 de las competiciones de clubes de la AFC determinados por el ranking del 2016 (Manual de Ingreso Artículo 2.2):
- Las Asociaciones miembro son divididas en 2 Zonasː
  - Zona Oeste (25 asociaciones): Oeste (WAFF) (12 asociaciones), Centro (CAFA) (6 asociaciones), Sur (SAFF) (7 asociaciones).
  - Zona Este (21 asociaciones): Sudeste (AFF) (12 asociaciones), Este (EAFF) (9 asociaciones).
- Cada Zona tiene 4 grupos con 12 cupos directos y 4 provenientes de las Fases Clasificatorias.
- El Top 12 de cada zona según los rankings de la AFC es elegible para ingresar a la Liga de Campeones de la AFC, siempre que cumplan con los criterios de la Liga de Campeones de la AFC.
- El Top 6 de cada zona posee cupos directos y las otras 6 asociaciones solo cupos a las Fases Clasificatorias

El Top 6 de cada zona obtiene al menos un cupo directo en la fase de grupos, mientras que las asociaciones restantes solo obtienen cupos de play-off (así como cupos de la fase de grupos de la Copa AFC):
- - Las Asociaciones Miembro 1 y 2 del ranking de cada zona reciben 3 cupos a fase de grupos y 1 a Play-off.
  - Las Asociaciones Miembro 3 y 4 del ranking de cada zona reciben 2 cupos a fase de grupos y 2 a Play-off.
  - La Asociación Miembro 5 del ranking de cada zona recibe 1 cupo a fase de grupos y 2 a Play-off.
  - La Asociación Miembro 6 del ranking de cada zona recibe 1 cupo a fase de grupos y 1 a Play-off.
  - Las Asociaciones Miembros 7 a 12 del ranking de cada zona reciben 1 cupo a Play-off.
- El número máximo de cupos para cada asociación es un tercio del total de equipos elegibles en la primera división.
- Si una asociación desiste de sus cupos directos, estos se redistribuyen a la asociación elegible más alta, con cada asociación limitada a un máximo de tres cupos directos.
- Si una asociación desiste de sus cupos en las Fases Clasificatorias, estos se anulan y no se redistribuyen a ninguna otra asociación.

Para la Liga de Campeones de la AFC 2018, las asociaciones tienen cupos asignados según el ranking de asociaciones publicado el 30 de noviembre de 2016, que tiene en cuenta su actuación en la Liga de Campeones de la AFC y la Copa AFC, así como en la Clasificación mundial de la FIFA de su equipo nacional, durante el período comprendido entre 2013 y 2016.
| Participación para la Liga de Campeones de la AFC 2019 | Participación para la Liga de Campeones de la AFC 2019 |
| ------------------------------------------------------ | ------------------------------------------------------ |
|                                                        | Participante                                           |
|                                                        | No participante                                        |

| Rank   | Rank  | Asociación Miembro     | Puntos | Cupos          | Cupos          | Cupos             | Cupos             |
| Rank   | Rank  | Asociación Miembro     | Puntos | Fase de grupos | Play-off       | Play-off          | Play-off          |
| Región | AFC   | Asociación Miembro     | Puntos | Fase de grupos | Ronda Play-off | 2.ª ronda Prelim. | 1.ª ronda Prelim. |
| ------ | ----- | ---------------------- | ------ | -------------- | -------------- | ----------------- | ----------------- |
| 1      | 1     | Emiratos Árabes Unidos | 95.940 | 3              | 1              | 0                 | 0                 |
| 2      | 4     | Arabia Saudita         | 84.269 | 3              | 1              | 0                 | 0                 |
| 3      | 6     | Catar                  | 82.407 | 2              | 2              | 0                 | 0                 |
| 4      | 7     | Irán                   | 71.851 | 2              | 0              | 2                 | 0                 |
| 5      | 9     | Uzbekistán             | 43.305 | 1              | 0              | 2                 | 0                 |
| 6      | 11    | Irak                   | 42.141 | 1              | 0              | 1                 | 0                 |
| 7      | 12    | Tayikistán             | 30.725 | 0              | 0              | 1                 | 0                 |
| 8      | 15    | India                  | 29.291 | 0              | 0              | 1                 | 0                 |
| 9      | 16    | Siria                  | 28.983 | 0              | 0              | 0                 | 0                 |
| 10     | 18    | Jordania               | 25.649 | 0              | 0              | 0                 | 1                 |
| 11     | 19    | Kuwait                 | 24.798 | 0              | 0              | 0                 | 1                 |
| 12     | 20    | Baréin                 | 24.337 | 0              | 0              | 0                 | 0                 |
| Total  | Total | Total                  | Total  | 12             | 4              | 7                 | 2                 |
| Total  | Total | Total                  | Total  | 12             | 13             |                   |                   |
| Total  | Total | Total                  | Total  | 25             |                |                   |                   |

| Rank   | Rank  | Asociación Miembro | Puntos | Cupos          | Cupos          | Cupos             | Cupos             |
| Rank   | Rank  | Asociación Miembro | Puntos | Fase de grupos | Play-off       | Play-off          | Play-off          |
| Región | AFC   | Asociación Miembro | Puntos | Fase de grupos | Ronda Play-off | 2.ª ronda Prelim. | 1.ª ronda Prelim. |
| ------ | ----- | ------------------ | ------ | -------------- | -------------- | ----------------- | ----------------- |
| 1      | 2     | Corea del Sur      | 87.480 | 3              | 1              | 0                 | 0                 |
| 2      | 3     | China              | 86.671 | 3              | 1              | 0                 | 0                 |
| 3      | 5     | Japón              | 83.464 | 2              | 2              | 0                 | 0                 |
| 4      | 8     | Australia          | 64.752 | 2              | 0              | 1                 | 0                 |
| 5      | 10    | Tailandia          | 42.568 | 1              | 0              | 2                 | 0                 |
| 6      | 13    | Malasia            | 29.566 | 1              | 0              | 1                 | 0                 |
| 7      | 14    | Hong Kong          | 29.300 | 0              | 0              | 1                 | 0                 |
| 8      | 17    | Vietnam            | 27.426 | 0              | 0              | 1                 | 0                 |
| 9      | 21    | Filipinas          | 21.405 | 0              | 0              | 0                 | 1                 |
| 10     | 23    | Singapur           | 17.084 | 0              | 0              | 0                 | 1                 |
| 11     | 24    | Indonesia          | 16.871 | 0              | 0              | 0                 | 1                 |
| 12     | 25    | Birmania           | 14.753 | 0              | 0              | 0                 | 1                 |
| Total  | Total | Total              | Total  | 12             | 4              | 6                 | 4                 |
| Total  | Total | Total              | Total  | 12             | 14             |                   |                   |
| Total  | Total | Total              | Total  | 26             |                |                   |                   |

## Equipos participantes
En la siguiente tabla, el número de torneos disputados (T.D) y última aparición (U.A), cuentan solo aquellas participaciones desde la temporada 2002-03 (incluyendo rondas de clasificación), cuando la competencia inicio el formato de Liga de Campeones de la AFC.
| Club               | Método de Clasificación                                                        | T.D. (UA)  |
| ------------------ | ------------------------------------------------------------------------------ | ---------- |
| Al-Ain             | Campeón Liga Árabe del Golfo (EAU) 2017-18 Campeón Copa Presidente de EAU 2018 | 14. (2018) |
| Al-Wahda           | segundo lugar Liga Árabe del Golfo (EAU) 2017-18                               | 10. (2018) |
| Al-Wasl            | tercer lugar Liga Árabe del Golfo (EAU) 2017-18                                | 3. (2018)  |
| Al-Hilal           | Campeón Liga Profesional Saudí 2017-18                                         | 15. (2018) |
| Al-Ittihad Jeddah  | Campeón Copa del Rey de Campeones 2018                                         | 11. (2016) |
| Al-Ahli            | segundo lugar Liga Profesional Saudí 2017-18                                   | 11. (2018) |
| Al-Duhail          | Campeón Qatar Stars League 2017-18 Campeón Copa del Emir de Catar 2018         | 8. (2018)  |
| Al-Sadd            | segundo lugar Qatar Stars League 2017-18                                       | 14. (2018) |
| Persepolis         | Campeón Iran Pro League 2017-18                                                | 8. (2018)  |
| Esteghlal          | Campeón Copa Hazfi 2017-18 tercer lugar Iran Pro League 2017-18                | 10. (2018) |
| Lokomotiv Tashkent | Campeón Super Liga de Uzbekistán 2018                                          | 7. (2018)  |
| Al-Zawraa          | Campeón Liga Premier de Irak 2017-18                                           | 4. (2007)  |

| Club       | Método de Clasificación                         | TD. (UA)   |
| ---------- | ----------------------------------------------- | ---------- |
| Al-Nasr    | cuarto lugar Liga Árabe del Golfo (EAU) 2017-18 | 4. (2016)  |
| Al-Nassr   | tercer lugar Liga Profesional Saudí 2017-18     | 4. (2016)  |
| Al-Rayyan  | tercer lugar Qatar Stars League 2017-18         | 9. (2018)  |
| Al-Gharafa | cuarto lugar Qatar Stars League 2017-18         | 10. (2018) |

| Club               | Método de Clasificación                     | TD. (UA)   |
| ------------------ | ------------------------------------------- | ---------- |
| Zob Ahan           | segundo lugar Iran Pro League 2017-18       | 8. (2018)  |
| Saipa              | cuarto lugar Iran Pro League 2017-18        | 2. (2008)  |
| AGMK               | Campeón Copa de Uzbekistán 2018             | 1.         |
| Pakhtakor Tashkent | segundo lugar Super Liga de Uzbekistán 2018 | 15. (2018) |
| Al-Quwa Al-Jawiya  | segundo lugar Liga Premier de Irak 2017-18  | 4. (2008)  |
| Istiklol Dushanbe  | Campeón Liga de fútbol de Tayikistán 2018   | 1.         |
| Minerva Punjab     | Campeón I-League 2017-18                    | 1.         |

| Club      | Método de Clasificación                  | TD. (UA)  |
| --------- | ---------------------------------------- | --------- |
| Al-Wehdat | Campeón Liga Premier de Jordania 2017-18 | 5. (2017) |
| Al-Kuwait | Campeón Liga Premier de Kuwait 2017-18   | 6. (2014) |

| Club                   | Método de Clasificación                    | TD. (UA)   |
| ---------------------- | ------------------------------------------ | ---------- |
| Jeonbuk Hyundai Motors | Campeón K League 1 2018                    | 12. (2018) |
| Daegu FC               | Campeón Korean FA Cup 2018                 | 1.         |
| Gyeongnam FC           | segundo lugar K League 1 2018              | 1.         |
| Shanghai SIPG          | Campeón Superliga de China 2018            | 4. (2018)  |
| Beijing Guoan          | Campeón Copa de China de fútbol 2018       | 8. (2015)  |
| Guangzhou Evergrande   | segundo lugar Superliga de China 2018      | 8. (2018)  |
| Kawasaki Frontale      | Campeón J1 League 2018                     | 7. (2018)  |
| Urawa Red Diamonds     | Campeón Copa del Emperador 2018            | 7. (2017)  |
| Sydney FC              | Ganador temporada regular A-League 2017-18 | 5. (2018)  |
| Melbourne Victory      | Campeón A-League 2017-18                   | 7. (2018)  |
| Buriram United         | Campeón Liga de Tailandia 2018             | 8. (2018)  |
| Johor Darul Ta'zim     | Campeón Superliga de Malasia 2018          | 5. (2018)  |

| Club                | Método de Clasificación              | TD. (UA)  |
| ------------------- | ------------------------------------ | --------- |
| Ulsan Hyundai       | tercer lugar K League 1 2018         | 7. (2018) |
| Shandong Luneng     | tercer lugar Superliga de China 2018 | 9. (2016) |
| Sanfrecce Hiroshima | segundo lugar J1 League 2018         | 5. (2016) |
| Kashima Antlers     | tercer lugar J1 League 2018          | 9. (2018) |

| Club             | Método de Clasificación                    | TD. (UA)  |
| ---------------- | ------------------------------------------ | --------- |
| Newcastle Jets   | segundo temporada regular A-League 2017-18 | 2. (2009) |
| Chiangrai United | Campeón Copa FA de Tailandia 2018          | 2. (2018) |
| Bangkok United   | segundo lugar Liga de Tailandia 2018       | 3. (2017) |
| Perak            | segundo lugar Superliga de Malasia 2018    | 1.        |
| Kitchee          | Campeón Liga Premier de Hong Kong 2017-18  | 5. (2018) |
| Hà Nội           | Campeón V.League 1 2018                    | 5. (2017) |

| Club            | Método de Clasificación                     | TD. (UA)     |
| --------------- | ------------------------------------------- | ------------ |
| Ceres-Negros    | Campeón Philippines Football League 2018    | 2. (2018)    |
| Home United     | segundo lugar Liga Premier de Singapur 2018 | 2. (2002–03) |
| Persija Jakarta | Campeón Liga 1 de Indonesia 2018            | 1.           |
| Yangon United   | Campeón Liga Nacional de Birmania 2018      | 2. (2016)    |

## Calendario
El calendario de la competición es el siguiente.
| Fase              | Ronda                | Fecha de sorteo         | Partido de ida          | Partido de vuelta           |
| ----------------- | -------------------- | ----------------------- | ----------------------- | --------------------------- |
| Fase preliminar   | 1.ª Ronda Preliminar | Sin sorteo              | 5 de febrero de 2019    | 5 de febrero de 2019        |
| Fase preliminar   | 2.ª Ronda Preliminar | Sin sorteo              | 12 de febrero de 2019   | 12 de febrero de 2019       |
| Fase de Playoff   | Ronda de Playoff     | Sin sorteo              | 19 de febrero de 2019   | 19 de febrero de 2019       |
| Fase de grupos    | Fecha 1              | 22 de noviembre de 2018 | 4–6 de marzo de 2019    | 4–6 de marzo de 2019        |
| Fase de grupos    | Fecha 2              | 22 de noviembre de 2018 | 11–13 de marzo de 2019  | 11–13 de marzo de 2019      |
| Fase de grupos    | Fecha 3              | 22 de noviembre de 2018 | 8–10 de abril de 2019   | 8–10 de abril de 2019       |
| Fase de grupos    | Fecha 4              | 22 de noviembre de 2018 | 22–24 de abril de 2019  | 22–24 de abril de 2019      |
| Fase de grupos    | Fecha 5              | 22 de noviembre de 2018 | 6–8 de mayo de 2019     | 6–8 de mayo de 2019         |
| Fase de grupos    | Fecha 6              | 22 de noviembre de 2018 | 20–22 de mayo de 2019   | 20–22 de mayo de 2019       |
| Fase Eliminatoria | Octavos de final     | 22 de noviembre de 2018 | 17–19 de junio de 2019  | 24–26 de junio de 2019      |
| Fase Eliminatoria | Cuartos de final     | junio/julio 2019        | 26–28 de agosto de 2019 | 16–18 de septiembre de 2019 |
| Fase Eliminatoria | Semifinales          | junio/julio 2019        | 1–2 de octubre de 2019  | 22–23 de octubre de 2019    |
| Fase Eliminatoria | Final                | junio/julio 2019        | 9 de noviembre de 2019  | 24 de noviembre de 2019     |

## Fase clasificatoria

### Primera ronda preliminar
- Un total de seis clubes ingresan a la primera ronda preliminar.
- Partidos el 5 de febrero de 2019.
| Equipo 1     | Resultado    | Equipo 2        |
| Región Oeste | Región Oeste | Región Oeste    |
| ------------ | ------------ | --------------- |
| Al-Wehdat    | 2 – 3        | Al-Kuwait       |
| Región Este  |              |                 |
| Ceres-Negros | 1 – 2        | Yangon United   |
| Home United  | 1 – 3        | Persija Jakarta |

### Segunda ronda preliminar
- Un total de 16 equipos juegan en la segunda ronda preliminar: 13 equipos que ingresaron en esta ronda, y los tres ganadores de la primera ronda preliminar.
- Partidos el 12 de febrero de 2019.
| Equipo 1           | Resultado              | Equipo 2          |
| Región Oeste       | Región Oeste           | Región Oeste      |
| ------------------ | ---------------------- | ----------------- |
| Pakhtakor Tashkent | 2 – 1                  | Al-Quwa Al-Jawiya |
| FC AGMK            | 4 – 2                  | Istiklol Dushanbe |
| Saipa FC           | 4 – 0                  | Minerva Punjab    |
| Zob Ahan           | 1 – 0 (t. s.)          | Al-Kuwait         |
| Región Este        |                        |                   |
| Perak FA           | 1 – 1 (t. s.) (6-5 p.) | Kitchee           |
| Bangkok United     | 0 – 1                  | Hà Nội            |
| Chiangrai United   | 3 – 1                  | Yangon United     |
| Newcastle Jets     | 3 – 1 (t. s.)          | Persija Jakarta   |

### Ronda de playoff
- Un total de 16 equipos juegan en la ronda de playoff: ocho equipos que entraron en esta ronda y ocho ganadores de la ronda preliminar 2.
- Partidos el 19 de febrero de 2019.
| Equipo 1            | Resultado              | Equipo 2           |
| Región Oeste        | Región Oeste           | Región Oeste       |
| ------------------- | ---------------------- | ------------------ |
| Al-Nasr             | 1 – 2                  | Pakhtakor Tashkent |
| Al-Nassr            | 4 – 0                  | AGMK               |
| Al-Rayyan           | 3 – 1                  | Saipa              |
| Al-Gharafa          | 2 – 3                  | Zob Ahan           |
| Región Este         |                        |                    |
| Ulsan Hyundai       | 5 – 1                  | Perak FA           |
| Shandong Luneng     | 4 – 1                  | Hà Nội             |
| Sanfrecce Hiroshima | 0 – 0 (t. s.) (4-3 p.) | Chiangrai United   |
| Kashima Antlers     | 4 – 1                  | Newcastle Jets     |

## Fase de grupos
El sorteo de la fase de grupos se llevó a cabo el día 22 de noviembre de 2018 en la sede de la AFC en Kuala Lumpur, Malasia. Los 32 equipos fueron sorteados en ocho grupos de cuatro equipos cada uno (del Grupo A al D la Zona Oeste y del Grupo E al H la Zona Este). Los equipos de una misma federación no pueden estar en un mismo grupo.
En la fase de grupos, cada zona se disputa en sistema de todos contra todos a ida y vuelta. Los dos primeros de cada grupo avanzan a octavos de final.
| Desempates |
| --- |
| Los equipos se clasifican según los puntos (3 puntos por victoria, 1 punto por empate, 0 puntos por derrota). Si está empatado en puntos, los desempates se aplican en el siguiente orden (Artículo 10.5 del Reglamento): 1. Puntos en enfrentamientos directos entre los equipos empatados; 2. Diferencia de gol en enfrentamientos directos entre los equipos empatados; 3. Goles anotados en enfrentamientos directos entre los equipos empatados; 4. Goles de visitante anotados en enfrentamientos directos entre los equipos empatados; 5. Si hay más de dos equipos empatados, y después de aplicar todos los criterios de enfrentamiento directo anteriores, un subconjunto de equipos sigue empatado, todos los criterios de enfrentamiento anterior se vuelven a aplicar exclusivamente a este subconjunto de equipos; 6. Diferencia de gol en todos los partidos del grupo; 7. Goles anotados en todos los partidos del grupo; 8. Tiros desde el punto penal si sólo dos equipos están empatados y se enfrentan en la última fecha del grupo; 9. Puntos disciplinarios (tarjeta amarilla = 1 punto, tarjeta roja como resultado de dos tarjetas amarillas = 3 puntos, tarjeta roja directa = 3 puntos, tarjeta amarilla seguida de tarjeta roja directa = 4 puntos); 10. Equipo de la asociación de mayor ranking. |

### Grupo A
| Pos. | Equipo    | Pts. | PJ | G | E | P | GF | GC | Dif. | Clasificación    |
| ---- | --------- | ---- | -- | - | - | - | -- | -- | ---- | ---------------- |
| 1    | Zob Ahan  | 12   | 6  | 3 | 3 | 0 | 10 | 5  | +5   | Octavos de final |
| 2    | Al-Nassr  | 10   | 6  | 3 | 1 | 2 | 11 | 7  | +4   | Octavos de final |
| 3    | Al-Zawraa | 8    | 6  | 2 | 2 | 2 | 14 | 9  | +5   |                  |
| 4    | Al-Wasl   | 3    | 6  | 1 | 0 | 5 | 4  | 18 | −14  |                  |

 Fuente: AFC
| \| Fecha \| Estadio (Ciudad) \| Local \| Resultado \| Visitante \| \| ------------------- \| -------------------------------------- \| --------- \| --------- \| --------- \| \| 4 de marzo de 2019 \| Estadio Zabeel (Dubái) \| Al-Wasl \| 1 – 0 \| Al-Nassr \| \| 4 de marzo de 2019 \| Estadio Foolad Shahr (Isfahán) \| Zob Ahan \| 0 – 0 \| Al-Zawraa \| \| 11 de marzo de 2019 \| Karbala Sports City (Karbala) \| Al-Zawraa \| 5 – 0 \| Al-Wasl \| \| 11 de marzo de 2019 \| Estadio Al-Maktoum (Dubái, EAU)[n 1] \| Al-Nassr \| 2 – 3 \| Zob Ahan \| \| 8 de abril de 2019 \| Estadio Zabeel (Dubái) \| Al-Wasl \| 1 – 3 \| Zob Ahan \| \| 8 de abril de 2019 \| Estadio Rey Fahd (Riad) \| Al-Nassr \| 4 – 1 \| Al-Zawraa \| \| 23 de abril de 2019 \| Karbala Sports City (Karbala) \| Al-Zawraa \| 1 – 2 \| Al-Nassr \| \| 23 de abril de 2019 \| Estadio Foolad Shahr (Isfahán) \| Zob Ahan \| 2 – 0 \| Al-Wasl \| \| 7 de mayo de 2019 \| Karbala Sports City (Karbala) \| Al-Zawraa \| 2 – 2 \| Zob Ahan \| \| 7 de mayo de 2019 \| Estadio Rey Fahd (Riad) \| Al-Nassr \| 3 – 1 \| Al-Wasl \| \| 21 de mayo de 2019 \| Estadio Zabeel (Dubái) \| Al-Wasl \| 1 – 5 \| Al-Zawraa \| \| 29 de mayo de 2019 \| Estadio Grand Hamad (Doha, Catar)[n 1] \| Zob Ahan \| 0 – 0 \| Al-Nassr \| |                                   |           |           |           |
| Fecha | Estadio (Ciudad)                  | Local     | Resultado | Visitante |
| 4 de marzo de 2019 | Estadio Zabeel (Dubái)            | Al-Wasl   | 1 – 0     | Al-Nassr  |
| 4 de marzo de 2019 | Estadio Foolad Shahr (Isfahán)    | Zob Ahan  | 0 – 0     | Al-Zawraa |
| 11 de marzo de 2019 | Karbala Sports City (Karbala)     | Al-Zawraa | 5 – 0     | Al-Wasl   |
| 11 de marzo de 2019 | Estadio Al-Maktoum (Dubái, EAU)   | Al-Nassr  | 2 – 3     | Zob Ahan  |
| 8 de abril de 2019 | Estadio Zabeel (Dubái)            | Al-Wasl   | 1 – 3     | Zob Ahan  |
| 8 de abril de 2019 | Estadio Rey Fahd (Riad)           | Al-Nassr  | 4 – 1     | Al-Zawraa |
| 23 de abril de 2019 | Karbala Sports City (Karbala)     | Al-Zawraa | 1 – 2     | Al-Nassr  |
| 23 de abril de 2019 | Estadio Foolad Shahr (Isfahán)    | Zob Ahan  | 2 – 0     | Al-Wasl   |
| 7 de mayo de 2019 | Karbala Sports City (Karbala)     | Al-Zawraa | 2 – 2     | Zob Ahan  |
| 7 de mayo de 2019 | Estadio Rey Fahd (Riad)           | Al-Nassr  | 3 – 1     | Al-Wasl   |
| 21 de mayo de 2019 | Estadio Zabeel (Dubái)            | Al-Wasl   | 1 – 5     | Al-Zawraa |
| 29 de mayo de 2019 | Estadio Grand Hamad (Doha, Catar) | Zob Ahan  | 0 – 0     | Al-Nassr  |

### Grupo B
| Pos. | Equipo             | Pts. | PJ | G | E | P | GF | GC | Dif. | Clasificación    |
| ---- | ------------------ | ---- | -- | - | - | - | -- | -- | ---- | ---------------- |
| 1    | Al-Wahda           | 13   | 6  | 4 | 1 | 1 | 14 | 9  | +5   | Octavos de final |
| 2    | Al-Ittihad Jeddah  | 11   | 6  | 3 | 2 | 1 | 13 | 9  | +4   | Octavos de final |
| 3    | Lokomotiv Tashkent | 7    | 6  | 2 | 1 | 3 | 10 | 11 | −1   |                  |
| 4    | Al-Rayyan          | 3    | 6  | 1 | 0 | 5 | 9  | 17 | −8   |                  |

 Fuente: AFC
| \| Fecha \| Estadio (Ciudad) \| Local \| Resultado \| Visitante \| \| ------------------- \| ---------------------------------- \| ------------------ \| --------- \| ------------------ \| \| 4 de marzo de 2019 \| Estadio Lokomotiv (Taskent) \| Lokomotiv Tashkent \| 2 – 0 \| Al-Wahda \| \| 4 de marzo de 2019 \| King Abdullah Sports City (Jeddah) \| Al-Ittihad Jeddah \| 5 – 1 \| Al-Rayyan \| \| 11 de marzo de 2019 \| Estadio Jassim bin Hamad (Doha) \| Al-Rayyan \| 2 – 1 \| Lokomotiv Tashkent \| \| 11 de marzo de 2019 \| Estadio Al-Nahyan (Abu Dabi) \| Al-Wahda \| 4 – 1 \| Al-Ittihad Jeddah \| \| 9 de abril de 2019 \| Estadio Jassim bin Hamad (Doha) \| Al-Rayyan \| 1 – 2 \| Al-Wahda \| \| 9 de abril de 2019 \| King Abdullah Sports City (Jeddah) \| Al-Ittihad Jeddah \| 3 – 2 \| Lokomotiv Tashkent \| \| 22 de abril de 2019 \| Estadio Lokomotiv (Taskent) \| Lokomotiv Tashkent \| 1 – 1 \| Al-Ittihad Jeddah \| \| 22 de abril de 2019 \| Estadio Al-Nahyan (Abu Dabi) \| Al-Wahda \| 4 – 3 \| Al-Rayyan \| \| 7 de mayo de 2019 \| Estadio Al-Nahyan (Abu Dabi) \| Al-Wahda \| 3 – 1 \| Lokomotiv Tashkent \| \| 7 de mayo de 2019 \| Estadio Jassim bin Hamad (Doha) \| Al-Rayyan \| 0 – 2 \| Al-Ittihad Jeddah \| \| 21 de mayo de 2019 \| King Abdullah Sports City (Jeddah) \| Al-Ittihad Jeddah \| 1 – 1 \| Al-Wahda \| \| 21 de mayo de 2019 \| Estadio Lokomotiv (Taskent) \| Lokomotiv Tashkent \| 3 – 2 \| Al-Rayyan \| |                                    |                    |           |                    |
| Fecha | Estadio (Ciudad)                   | Local              | Resultado | Visitante          |
| 4 de marzo de 2019 | Estadio Lokomotiv (Taskent)        | Lokomotiv Tashkent | 2 – 0     | Al-Wahda           |
| 4 de marzo de 2019 | King Abdullah Sports City (Jeddah) | Al-Ittihad Jeddah  | 5 – 1     | Al-Rayyan          |
| 11 de marzo de 2019 | Estadio Jassim bin Hamad (Doha)    | Al-Rayyan          | 2 – 1     | Lokomotiv Tashkent |
| 11 de marzo de 2019 | Estadio Al-Nahyan (Abu Dabi)       | Al-Wahda           | 4 – 1     | Al-Ittihad Jeddah  |
| 9 de abril de 2019 | Estadio Jassim bin Hamad (Doha)    | Al-Rayyan          | 1 – 2     | Al-Wahda           |
| 9 de abril de 2019 | King Abdullah Sports City (Jeddah) | Al-Ittihad Jeddah  | 3 – 2     | Lokomotiv Tashkent |
| 22 de abril de 2019 | Estadio Lokomotiv (Taskent)        | Lokomotiv Tashkent | 1 – 1     | Al-Ittihad Jeddah  |
| 22 de abril de 2019 | Estadio Al-Nahyan (Abu Dabi)       | Al-Wahda           | 4 – 3     | Al-Rayyan          |
| 7 de mayo de 2019 | Estadio Al-Nahyan (Abu Dabi)       | Al-Wahda           | 3 – 1     | Lokomotiv Tashkent |
| 7 de mayo de 2019 | Estadio Jassim bin Hamad (Doha)    | Al-Rayyan          | 0 – 2     | Al-Ittihad Jeddah  |
| 21 de mayo de 2019 | King Abdullah Sports City (Jeddah) | Al-Ittihad Jeddah  | 1 – 1     | Al-Wahda           |
| 21 de mayo de 2019 | Estadio Lokomotiv (Taskent)        | Lokomotiv Tashkent | 3 – 2     | Al-Rayyan          |

### Grupo C
| Pos. | Equipo         | Pts. | PJ | G | E | P | GF | GC | Dif. | Clasificación    |
| ---- | -------------- | ---- | -- | - | - | - | -- | -- | ---- | ---------------- |
| 1    | Al-Hilal Saudi | 13   | 6  | 4 | 1 | 1 | 10 | 5  | +5   | Octavos de final |
| 2    | Al-Duhail      | 9    | 6  | 2 | 3 | 1 | 11 | 8  | +3   | Octavos de final |
| 3    | Esteghlal      | 8    | 6  | 2 | 2 | 2 | 6  | 8  | −2   |                  |
| 4    | Al-Ain         | 2    | 6  | 0 | 2 | 4 | 4  | 10 | −6   |                  |

 Fuente: AFC
| \| Fecha \| Estadio (Ciudad) \| Local \| Resultado \| Visitante \| \| ------------------- \| ----------------------------------------------- \| -------------- \| --------- \| -------------- \| \| 5 de marzo de 2019 \| Estadio Abdullah bin Khalifa (Doha) \| Al-Duhail \| 3 – 0 \| Esteghlal \| \| 5 de marzo de 2019 \| Estadio Hazza bin Zayed (Al Ain) \| Al-Ain \| 0 – 1 \| Al-Hilal Saudi \| \| 12 de marzo de 2019 \| Estadio Azadi (Teherán) \| Esteghlal \| 1 – 1 \| Al-Ain \| \| 12 de marzo de 2019 \| King Saud University Stadium (Riad) \| Al-Hilal Saudi \| 3 – 1 \| Al-Duhail \| \| 8 de abril de 2019 \| Estadio Abdullah bin Khalifa (Doha) \| Al-Duhail \| 2 – 2 \| Al-Ain \| \| 8 de abril de 2019 \| Estadio Hamad bin Khalifa (Doha, Catar)[n 1] \| Esteghlal \| 2 – 1 \| Al-Hilal Saudi \| \| 23 de abril de 2019 \| Estadio Mohammed bin Zayed (Abu Dabi, EÁU)[n 1] \| Al-Hilal Saudi \| 1 – 0 \| Esteghlal \| \| 23 de abril de 2019 \| Estadio Hazza bin Zayed (Al Ain) \| Al-Ain \| 0 – 2 \| Al-Duhail \| \| 6 de mayo de 2019 \| Estadio Azadi (Teherán) \| Esteghlal \| 1 – 1 \| Al-Duhail \| \| 6 de mayo de 2019 \| King Saud University Stadium (Riad) \| Al-Hilal Saudi \| 2 – 0 \| Al-Ain \| \| 20 de mayo de 2019 \| Estadio Abdullah bin Khalifa (Doha) \| Al-Duhail \| 2 – 2 \| Al-Hilal Saudi \| \| 20 de mayo de 2019 \| Estadio Hazza bin Zayed (Al Ain) \| Al-Ain \| 1 – 2 \| Esteghlal \| |                                            |                |           |                |
| Fecha | Estadio (Ciudad)                           | Local          | Resultado | Visitante      |
| 5 de marzo de 2019 | Estadio Abdullah bin Khalifa (Doha)        | Al-Duhail      | 3 – 0     | Esteghlal      |
| 5 de marzo de 2019 | Estadio Hazza bin Zayed (Al Ain)           | Al-Ain         | 0 – 1     | Al-Hilal Saudi |
| 12 de marzo de 2019 | Estadio Azadi (Teherán)                    | Esteghlal      | 1 – 1     | Al-Ain         |
| 12 de marzo de 2019 | King Saud University Stadium (Riad)        | Al-Hilal Saudi | 3 – 1     | Al-Duhail      |
| 8 de abril de 2019 | Estadio Abdullah bin Khalifa (Doha)        | Al-Duhail      | 2 – 2     | Al-Ain         |
| 8 de abril de 2019 | Estadio Hamad bin Khalifa (Doha, Catar)    | Esteghlal      | 2 – 1     | Al-Hilal Saudi |
| 23 de abril de 2019 | Estadio Mohammed bin Zayed (Abu Dabi, EÁU) | Al-Hilal Saudi | 1 – 0     | Esteghlal      |
| 23 de abril de 2019 | Estadio Hazza bin Zayed (Al Ain)           | Al-Ain         | 0 – 2     | Al-Duhail      |
| 6 de mayo de 2019 | Estadio Azadi (Teherán)                    | Esteghlal      | 1 – 1     | Al-Duhail      |
| 6 de mayo de 2019 | King Saud University Stadium (Riad)        | Al-Hilal Saudi | 2 – 0     | Al-Ain         |
| 20 de mayo de 2019 | Estadio Abdullah bin Khalifa (Doha)        | Al-Duhail      | 2 – 2     | Al-Hilal Saudi |
| 20 de mayo de 2019 | Estadio Hazza bin Zayed (Al Ain)           | Al-Ain         | 1 – 2     | Esteghlal      |

### Grupo D
| Pos. | Equipo             | Pts. | PJ | G | E | P | GF | GC | Dif. | Clasificación    |
| ---- | ------------------ | ---- | -- | - | - | - | -- | -- | ---- | ---------------- |
| 1    | Al-Sadd            | 10   | 6  | 3 | 1 | 2 | 7  | 8  | −1   | Octavos de final |
| 2    | Al-Ahli Saudi      | 9    | 6  | 3 | 0 | 3 | 7  | 7  | 0    | Octavos de final |
| 3    | Pakhtakor Tashkent | 8    | 6  | 2 | 2 | 2 | 7  | 7  | 0    |                  |
| 4    | Persepolis         | 7    | 6  | 2 | 1 | 3 | 6  | 5  | +1   |                  |

 Fuente: AFC
| \| Fecha \| Estadio (Ciudad) \| Local \| Resultado \| Visitante \| \| ------------------- \| ------------------------------------ \| ------------------ \| --------- \| ------------------ \| \| 5 de marzo de 2019 \| Estadio Azadi (Teherán) \| Persepolis \| 1 – 1 \| Pakhtakor Tashkent \| \| 5 de marzo de 2019 \| King Abdullah Sports City (Jeddah) \| Al-Ahli Saudi \| 2 – 0 \| Al-Sadd \| \| 12 de marzo de 2019 \| Estadio Pakhtakor Markaziy (Taskent) \| Pakhtakor Tashkent \| 1 – 0 \| Al-Ahli Saudi \| \| 12 de marzo de 2019 \| Estadio Jassim bin Hamad (Doha) \| Al-Sadd \| 1 – 0 \| Persepolis \| \| 9 de abril de 2019 \| Estadio Pakhtakor Markaziy (Taskent) \| Pakhtakor Tashkent \| 2 – 2 \| Al-Sadd \| \| 9 de abril de 2019 \| Estadio Zabeel (Dubái, EÁU)[n 1] \| Persepolis \| 2 – 0 \| Al-Ahli Saudi \| \| 22 de abril de 2019 \| Estadio Al-Maktoum (Dubái, EÁU)[n 1] \| Al-Ahli Saudi \| 2 – 1 \| Persepolis \| \| 22 de abril de 2019 \| Estadio Jassim bin Hamad (Doha) \| Al-Sadd \| 2 – 1 \| Pakhtakor Tashkent \| \| 6 de mayo de 2019 \| Estadio Pakhtakor Markaziy (Taskent) \| Pakhtakor Tashkent \| 1 – 0 \| Persepolis \| \| 6 de mayo de 2019 \| Estadio Jassim bin Hamad (Doha) \| Al-Sadd \| 2 – 1 \| Al-Ahli Saudi \| \| 20 de mayo de 2019 \| Estadio Azadi (Teherán) \| Persepolis \| 2 – 0 \| Al-Sadd \| \| 20 de mayo de 2019 \| King Abdullah Sports City (Jeddah) \| Al-Ahli Saudi \| 2 – 1 \| Pakhtakor Tashkent \| |                                      |                    |           |                    |
| Fecha | Estadio (Ciudad)                     | Local              | Resultado | Visitante          |
| 5 de marzo de 2019 | Estadio Azadi (Teherán)              | Persepolis         | 1 – 1     | Pakhtakor Tashkent |
| 5 de marzo de 2019 | King Abdullah Sports City (Jeddah)   | Al-Ahli Saudi      | 2 – 0     | Al-Sadd            |
| 12 de marzo de 2019 | Estadio Pakhtakor Markaziy (Taskent) | Pakhtakor Tashkent | 1 – 0     | Al-Ahli Saudi      |
| 12 de marzo de 2019 | Estadio Jassim bin Hamad (Doha)      | Al-Sadd            | 1 – 0     | Persepolis         |
| 9 de abril de 2019 | Estadio Pakhtakor Markaziy (Taskent) | Pakhtakor Tashkent | 2 – 2     | Al-Sadd            |
| 9 de abril de 2019 | Estadio Zabeel (Dubái, EÁU)          | Persepolis         | 2 – 0     | Al-Ahli Saudi      |
| 22 de abril de 2019 | Estadio Al-Maktoum (Dubái, EÁU)      | Al-Ahli Saudi      | 2 – 1     | Persepolis         |
| 22 de abril de 2019 | Estadio Jassim bin Hamad (Doha)      | Al-Sadd            | 2 – 1     | Pakhtakor Tashkent |
| 6 de mayo de 2019 | Estadio Pakhtakor Markaziy (Taskent) | Pakhtakor Tashkent | 1 – 0     | Persepolis         |
| 6 de mayo de 2019 | Estadio Jassim bin Hamad (Doha)      | Al-Sadd            | 2 – 1     | Al-Ahli Saudi      |
| 20 de mayo de 2019 | Estadio Azadi (Teherán)              | Persepolis         | 2 – 0     | Al-Sadd            |
| 20 de mayo de 2019 | King Abdullah Sports City (Jeddah)   | Al-Ahli Saudi      | 2 – 1     | Pakhtakor Tashkent |

### Grupo E
| Pos. | Equipo             | Pts. | PJ | G | E | P | GF | GC | Dif. | Clasificación    |
| ---- | ------------------ | ---- | -- | - | - | - | -- | -- | ---- | ---------------- |
| 1    | Shandong Luneng    | 11   | 6  | 3 | 2 | 1 | 10 | 8  | +2   | Octavos de final |
| 2    | Kashima Antlers    | 10   | 6  | 3 | 1 | 2 | 9  | 8  | +1   | Octavos de final |
| 3    | Gyeongnam          | 8    | 6  | 2 | 2 | 2 | 9  | 8  | +1   |                  |
| 4    | Johor Darul Takzim | 4    | 6  | 1 | 1 | 4 | 4  | 8  | −4   |                  |

 Fuente: AFC
| \| Fecha \| Estadio (Ciudad) \| Local \| Resultado \| Visitante \| \| ------------------- \| ----------------------------------- \| ------------------ \| --------- \| ------------------ \| \| 5 de marzo de 2019 \| Kashima Soccer Stadium (Kashima) \| Kashima Antlers \| 2 – 1 \| Johor Darul Takzim \| \| 5 de marzo de 2019 \| Changwon Football Center (Changwon) \| Gyeongnam \| 2 – 2 \| Shandong Luneng \| \| 12 de marzo de 2019 \| Jinan Olympic Sports Center (Jinan) \| Shandong Luneng \| 2 – 2 \| Kashima Antlers \| \| 12 de marzo de 2019 \| Estadio Tan Sri Dato (Johor Bahru) \| Johor Darul Takzim \| 1 – 1 \| Gyeongnam \| \| 9 de abril de 2019 \| Changwon Football Center (Changwon) \| Gyeongnam \| 2 – 3 \| Kashima Antlers \| \| 9 de abril de 2019 \| Jinan Olympic Sports Center (Jinan) \| Shandong Luneng \| 2 – 1 \| Johor Darul Takzim \| \| 24 de abril de 2019 \| Kashima Soccer Stadium (Kashima) \| Kashima Antlers \| 0 – 1 \| Gyeongnam \| \| 24 de abril de 2019 \| Estadio Tan Sri Dato (Johor Bahru) \| Johor Darul Takzim \| 0 – 1 \| Shandong Luneng \| \| 8 de mayo de 2019 \| Jinan Olympic Sports Center (Jinan) \| Shandong Luneng \| 2 – 1 \| Gyeongnam \| \| 8 de mayo de 2019 \| Estadio Tan Sri Dato (Johor Bahru) \| Johor Darul Takzim \| 1 – 0 \| Kashima Antlers \| \| 22 de mayo de 2019 \| Changwon Football Center (Changwon) \| Gyeongnam \| 2 – 0 \| Johor Darul Takzim \| \| 22 de mayo de 2019 \| Kashima Soccer Stadium (Kashima) \| Kashima Antlers \| 2 – 1 \| Shandong Luneng \| |                                     |                    |           |                    |
| Fecha | Estadio (Ciudad)                    | Local              | Resultado | Visitante          |
| 5 de marzo de 2019 | Kashima Soccer Stadium (Kashima)    | Kashima Antlers    | 2 – 1     | Johor Darul Takzim |
| 5 de marzo de 2019 | Changwon Football Center (Changwon) | Gyeongnam          | 2 – 2     | Shandong Luneng    |
| 12 de marzo de 2019 | Jinan Olympic Sports Center (Jinan) | Shandong Luneng    | 2 – 2     | Kashima Antlers    |
| 12 de marzo de 2019 | Estadio Tan Sri Dato (Johor Bahru)  | Johor Darul Takzim | 1 – 1     | Gyeongnam          |
| 9 de abril de 2019 | Changwon Football Center (Changwon) | Gyeongnam          | 2 – 3     | Kashima Antlers    |
| 9 de abril de 2019 | Jinan Olympic Sports Center (Jinan) | Shandong Luneng    | 2 – 1     | Johor Darul Takzim |
| 24 de abril de 2019 | Kashima Soccer Stadium (Kashima)    | Kashima Antlers    | 0 – 1     | Gyeongnam          |
| 24 de abril de 2019 | Estadio Tan Sri Dato (Johor Bahru)  | Johor Darul Takzim | 0 – 1     | Shandong Luneng    |
| 8 de mayo de 2019 | Jinan Olympic Sports Center (Jinan) | Shandong Luneng    | 2 – 1     | Gyeongnam          |
| 8 de mayo de 2019 | Estadio Tan Sri Dato (Johor Bahru)  | Johor Darul Takzim | 1 – 0     | Kashima Antlers    |
| 22 de mayo de 2019 | Changwon Football Center (Changwon) | Gyeongnam          | 2 – 0     | Johor Darul Takzim |
| 22 de mayo de 2019 | Kashima Soccer Stadium (Kashima)    | Kashima Antlers    | 2 – 1     | Shandong Luneng    |

### Grupo F
| Pos. | Equipo               | Pts. | PJ | G | E | P | GF | GC | Dif. | Clasificación    |
| ---- | -------------------- | ---- | -- | - | - | - | -- | -- | ---- | ---------------- |
| 1    | Sanfrecce Hiroshima  | 15   | 6  | 5 | 0 | 1 | 9  | 4  | +5   | Octavos de final |
| 2    | Guangzhou Evergrande | 10   | 6  | 3 | 1 | 2 | 9  | 5  | +4   | Octavos de final |
| 3    | Daegu FC             | 9    | 6  | 3 | 0 | 3 | 10 | 6  | +4   |                  |
| 4    | Melbourne Victory    | 1    | 6  | 0 | 1 | 5 | 4  | 17 | −13  |                  |

 Fuente: AFC
| \| Fecha \| Estadio (Ciudad) \| Local \| Resultado \| Visitante \| \| ------------------- \| ------------------------------- \| -------------------- \| --------- \| -------------------- \| \| 5 de marzo de 2019 \| Estadio Rectangular (Melbourne) \| Melbourne Victory \| 1 – 3 \| Daegu FC \| \| 5 de marzo de 2019 \| Estadio Tianhe (Guangzhou) \| Guangzhou Evergrande \| 2 – 0 \| Sanfrecce Hiroshima \| \| 12 de marzo de 2019 \| Hiroshima Big Arch (Hiroshima) \| Sanfrecce Hiroshima \| 2 – 1 \| Melbourne Victory \| \| 12 de marzo de 2019 \| Daegu Forest Arena (Daegu) \| Daegu FC \| 3 – 1 \| Guangzhou Evergrande \| \| 10 de abril de 2019 \| Hiroshima Big Arch (Hiroshima) \| Sanfrecce Hiroshima \| 2 – 0 \| Daegu FC \| \| 10 de abril de 2019 \| Estadio Tianhe (Guangzhou) \| Guangzhou Evergrande \| 4 – 0 \| Melbourne Victory \| \| 23 de abril de 2019 \| Estadio Rectangular (Melbourne) \| Melbourne Victory \| 1 – 1 \| Guangzhou Evergrande \| \| 23 de abril de 2019 \| Daegu Forest Arena (Daegu) \| Daegu FC \| 0 – 1 \| Sanfrecce Hiroshima \| \| 8 de mayo de 2019 \| Hiroshima Big Arch (Hiroshima) \| Sanfrecce Hiroshima \| 1 – 0 \| Guangzhou Evergrande \| \| 8 de mayo de 2019 \| Daegu Forest Arena (Daegu) \| Daegu FC \| 4 – 0 \| Melbourne Victory \| \| 22 de mayo de 2019 \| Estadio Tianhe (Guangzhou) \| Guangzhou Evergrande \| 1 – 0 \| Daegu FC \| \| 22 de mayo de 2019 \| Estadio Rectangular (Melbourne) \| Melbourne Victory \| 1 – 3 \| Sanfrecce Hiroshima \| |                                 |                      |           |                      |
| Fecha | Estadio (Ciudad)                | Local                | Resultado | Visitante            |
| 5 de marzo de 2019 | Estadio Rectangular (Melbourne) | Melbourne Victory    | 1 – 3     | Daegu FC             |
| 5 de marzo de 2019 | Estadio Tianhe (Guangzhou)      | Guangzhou Evergrande | 2 – 0     | Sanfrecce Hiroshima  |
| 12 de marzo de 2019 | Hiroshima Big Arch (Hiroshima)  | Sanfrecce Hiroshima  | 2 – 1     | Melbourne Victory    |
| 12 de marzo de 2019 | Daegu Forest Arena (Daegu)      | Daegu FC             | 3 – 1     | Guangzhou Evergrande |
| 10 de abril de 2019 | Hiroshima Big Arch (Hiroshima)  | Sanfrecce Hiroshima  | 2 – 0     | Daegu FC             |
| 10 de abril de 2019 | Estadio Tianhe (Guangzhou)      | Guangzhou Evergrande | 4 – 0     | Melbourne Victory    |
| 23 de abril de 2019 | Estadio Rectangular (Melbourne) | Melbourne Victory    | 1 – 1     | Guangzhou Evergrande |
| 23 de abril de 2019 | Daegu Forest Arena (Daegu)      | Daegu FC             | 0 – 1     | Sanfrecce Hiroshima  |
| 8 de mayo de 2019 | Hiroshima Big Arch (Hiroshima)  | Sanfrecce Hiroshima  | 1 – 0     | Guangzhou Evergrande |
| 8 de mayo de 2019 | Daegu Forest Arena (Daegu)      | Daegu FC             | 4 – 0     | Melbourne Victory    |
| 22 de mayo de 2019 | Estadio Tianhe (Guangzhou)      | Guangzhou Evergrande | 1 – 0     | Daegu FC             |
| 22 de mayo de 2019 | Estadio Rectangular (Melbourne) | Melbourne Victory    | 1 – 3     | Sanfrecce Hiroshima  |

### Grupo G
| Pos. | Equipo                 | Pts. | PJ | G | E | P | GF | GC | Dif. | Clasificación    |
| ---- | ---------------------- | ---- | -- | - | - | - | -- | -- | ---- | ---------------- |
| 1    | Jeonbuk Hyundai Motors | 13   | 6  | 4 | 1 | 1 | 7  | 3  | +4   | Octavos de final |
| 2    | Urawa Red Diamonds     | 10   | 6  | 3 | 1 | 2 | 9  | 4  | +5   | Octavos de final |
| 3    | Beijing Guoan          | 7    | 6  | 2 | 1 | 3 | 6  | 8  | −2   |                  |
| 4    | Buriram United         | 4    | 6  | 1 | 1 | 4 | 3  | 10 | −7   |                  |

 Fuente: AFC
| \| Fecha \| Estadio (Ciudad) \| Local \| Resultado \| Visitante \| \| ------------------- \| ------------------------------------- \| ---------------------- \| --------- \| ---------------------- \| \| 6 de marzo de 2019 \| Estadio Mundialista (Jeonju) \| Jeonbuk Hyundai Motors \| 3 – 1 \| Beijing Guoan \| \| 6 de marzo de 2019 \| Estadio Saitama 2002 (Saitama) \| Urawa Red Diamonds \| 3 – 0 \| Buriram United \| \| 13 de marzo de 2019 \| Chang Arena (Buriram) \| Buriram United \| 1 – 0 \| Jeonbuk Hyundai Motors \| \| 13 de marzo de 2019 \| Estadio de los Trabajadores (Beijing) \| Beijing Guoan \| 0 – 0 \| Urawa Red Diamonds \| \| 9 de abril de 2019 \| Estadio Saitama 2002 (Saitama) \| Urawa Red Diamonds \| 0 – 1 \| Jeonbuk Hyundai Motors \| \| 9 de abril de 2019 \| Chang Arena (Buriram) \| Buriram United \| 1 – 3 \| Beijing Guoan \| \| 24 de abril de 2019 \| Estadio Mundialista (Jeonju) \| Jeonbuk Hyundai Motors \| 2 – 1 \| Urawa Red Diamonds \| \| 24 de abril de 2019 \| Estadio de los Trabajadores (Beijing) \| Beijing Guoan \| 2 – 0 \| Buriram United \| \| 7 de mayo de 2019 \| Chang Arena (Buriram) \| Buriram United \| 1 – 2 \| Urawa Red Diamonds \| \| 7 de mayo de 2019 \| Estadio de los Trabajadores (Beijing) \| Beijing Guoan \| 0 – 1 \| Jeonbuk Hyundai Motors \| \| 21 de mayo de 2019 \| Estadio Saitama 2002 (Saitama) \| Urawa Red Diamonds \| 3 – 0 \| Beijing Guoan \| \| 21 de mayo de 2019 \| Estadio Mundialista (Jeonju) \| Jeonbuk Hyundai Motors \| 0 – 0 \| Buriram United \| |                                       |                        |           |                        |
| Fecha | Estadio (Ciudad)                      | Local                  | Resultado | Visitante              |
| 6 de marzo de 2019 | Estadio Mundialista (Jeonju)          | Jeonbuk Hyundai Motors | 3 – 1     | Beijing Guoan          |
| 6 de marzo de 2019 | Estadio Saitama 2002 (Saitama)        | Urawa Red Diamonds     | 3 – 0     | Buriram United         |
| 13 de marzo de 2019 | Chang Arena (Buriram)                 | Buriram United         | 1 – 0     | Jeonbuk Hyundai Motors |
| 13 de marzo de 2019 | Estadio de los Trabajadores (Beijing) | Beijing Guoan          | 0 – 0     | Urawa Red Diamonds     |
| 9 de abril de 2019 | Estadio Saitama 2002 (Saitama)        | Urawa Red Diamonds     | 0 – 1     | Jeonbuk Hyundai Motors |
| 9 de abril de 2019 | Chang Arena (Buriram)                 | Buriram United         | 1 – 3     | Beijing Guoan          |
| 24 de abril de 2019 | Estadio Mundialista (Jeonju)          | Jeonbuk Hyundai Motors | 2 – 1     | Urawa Red Diamonds     |
| 24 de abril de 2019 | Estadio de los Trabajadores (Beijing) | Beijing Guoan          | 2 – 0     | Buriram United         |
| 7 de mayo de 2019 | Chang Arena (Buriram)                 | Buriram United         | 1 – 2     | Urawa Red Diamonds     |
| 7 de mayo de 2019 | Estadio de los Trabajadores (Beijing) | Beijing Guoan          | 0 – 1     | Jeonbuk Hyundai Motors |
| 21 de mayo de 2019 | Estadio Saitama 2002 (Saitama)        | Urawa Red Diamonds     | 3 – 0     | Beijing Guoan          |
| 21 de mayo de 2019 | Estadio Mundialista (Jeonju)          | Jeonbuk Hyundai Motors | 0 – 0     | Buriram United         |

### Grupo H
| Pos. | Equipo            | Pts. | PJ | G | E | P | GF | GC | Dif. | Clasificación    |
| ---- | ----------------- | ---- | -- | - | - | - | -- | -- | ---- | ---------------- |
| 1    | Ulsan Hyundai     | 11   | 6  | 3 | 2 | 1 | 5  | 7  | −2   | Octavos de final |
| 2    | Shanghai SIPG     | 9    | 6  | 2 | 3 | 1 | 13 | 8  | +5   | Octavos de final |
| 3    | Kawasaki Frontale | 8    | 6  | 2 | 2 | 2 | 9  | 6  | +3   |                  |
| 4    | Sydney FC         | 3    | 6  | 0 | 3 | 3 | 5  | 11 | −6   |                  |

 Fuente: AFC
| \| Fecha \| Estadio (Ciudad) \| Local \| Resultado \| Visitante \| \| ------------------- \| ------------------------------------ \| ----------------- \| --------- \| ----------------- \| \| 6 de marzo de 2019 \| Jubilee Oval (Sídney) \| Sydney FC \| 0 – 0 \| Ulsan Hyundai \| \| 6 de marzo de 2019 \| Estadio de Shanghái (Shanghái) \| Shanghai SIPG \| 1 – 0 \| Kawasaki Frontale \| \| 13 de marzo de 2019 \| Estadio Ulsan Munsu (Ulsan) \| Ulsan Hyundai \| 1 – 0 \| Shanghai SIPG \| \| 13 de marzo de 2019 \| Estadio Todoroki Kawasaki (Kawasaki) \| Kawasaki Frontale \| 1 - 0 \| Sydney FC \| \| 10 de abril de 2019 \| Jubilee Oval (Sídney) \| Sydney FC \| 3 – 3 \| Shanghai SIPG \| \| 10 de abril de 2019 \| Estadio Ulsan Munsu (Ulsan) \| Ulsan Hyundai \| 1 – 0 \| Kawasaki Frontale \| \| 23 de abril de 2019 \| Estadio Todoroki Kawasaki (Kawasaki) \| Kawasaki Frontale \| 2 – 2 \| Ulsan Hyundai \| \| 23 de abril de 2019 \| Estadio de Shanghái (Shanghái) \| Shanghai SIPG \| 2 – 2 \| Sydney FC \| \| 7 de mayo de 2019 \| Estadio Ulsan Munsu (Ulsan) \| Ulsan Hyundai \| 1 – 0 \| Sydney FC \| \| 7 de mayo de 2019 \| Estadio Todoroki Kawasaki (Kawasaki) \| Kawasaki Frontale \| 2 – 2 \| Shanghai SIPG \| \| 21 de mayo de 2019 \| Jubilee Oval (Sídney) \| Sydney FC \| 0 – 4 \| Kawasaki Frontale \| \| 21 de mayo de 2019 \| Estadio de Shanghái (Shanghái) \| Shanghai SIPG \| 5 – 0 \| Ulsan Hyundai \| |                                      |                   |           |                   |
| Fecha | Estadio (Ciudad)                     | Local             | Resultado | Visitante         |
| 6 de marzo de 2019 | Jubilee Oval (Sídney)                | Sydney FC         | 0 – 0     | Ulsan Hyundai     |
| 6 de marzo de 2019 | Estadio de Shanghái (Shanghái)       | Shanghai SIPG     | 1 – 0     | Kawasaki Frontale |
| 13 de marzo de 2019 | Estadio Ulsan Munsu (Ulsan)          | Ulsan Hyundai     | 1 – 0     | Shanghai SIPG     |
| 13 de marzo de 2019 | Estadio Todoroki Kawasaki (Kawasaki) | Kawasaki Frontale | 1 - 0     | Sydney FC         |
| 10 de abril de 2019 | Jubilee Oval (Sídney)                | Sydney FC         | 3 – 3     | Shanghai SIPG     |
| 10 de abril de 2019 | Estadio Ulsan Munsu (Ulsan)          | Ulsan Hyundai     | 1 – 0     | Kawasaki Frontale |
| 23 de abril de 2019 | Estadio Todoroki Kawasaki (Kawasaki) | Kawasaki Frontale | 2 – 2     | Ulsan Hyundai     |
| 23 de abril de 2019 | Estadio de Shanghái (Shanghái)       | Shanghai SIPG     | 2 – 2     | Sydney FC         |
| 7 de mayo de 2019 | Estadio Ulsan Munsu (Ulsan)          | Ulsan Hyundai     | 1 – 0     | Sydney FC         |
| 7 de mayo de 2019 | Estadio Todoroki Kawasaki (Kawasaki) | Kawasaki Frontale | 2 – 2     | Shanghai SIPG     |
| 21 de mayo de 2019 | Jubilee Oval (Sídney)                | Sydney FC         | 0 – 4     | Kawasaki Frontale |
| 21 de mayo de 2019 | Estadio de Shanghái (Shanghái)       | Shanghai SIPG     | 5 – 0     | Ulsan Hyundai     |

## Fase eliminatoria

### Equipos clasificados
| Grupo      | Primeros               | Segundos             |
| Zona Oeste | Zona Oeste             | Zona Oeste           |
| ---------- | ---------------------- | -------------------- |
| A          | Zob Ahan               | Al-Nassr             |
| B          | Al-Wahda               | Al-Ittihad Jeddah    |
| C          | Al-Hilal Saudi         | Al-Duhail            |
| D          | Al-Sadd                | Al-Ahli Saudi        |
| Zona Este  |                        |                      |
| E          | Shandong Luneng        | Kashima Antlers      |
| F          | Sanfrecce Hiroshima    | Guangzhou Evergrande |
| G          | Jeonbuk Hyundai Motors | Urawa Red Diamonds   |
| H          | Ulsan Hyundai          | Shanghai SIPG        |

### Cuadro de desarrollo
Los 16 equipos clasificados son divididos en 8 enfrentamientos a eliminación directa a partidos de ida y vuelta. Se tomará el criterio de la regla del gol de visitante en caso de igualar en el marcador global, de persistir el empate se jugará tiempo extra y de seguir así penales.
Culminada la etapa de octavos de final se sortearan los enfrentamientos de cuartos de final y semifinales.
|  | Octavos de final          | Octavos de final          | Octavos de final         |                         |   | Cuartos de final              | Cuartos de final              | Cuartos de final              |  |  | Semifinales     | Semifinales     | Semifinales     |  |  | Final             | Final             | Final             |
|  | 18 de junio-13 de agosto  | 18 de junio-13 de agosto  | 18 de junio-13 de agosto |                         |   | 26 de agosto-18 de septiembre | 26 de agosto-18 de septiembre | 26 de agosto-18 de septiembre |  |  | 1-23 de octubre | 1-23 de octubre | 1-23 de octubre |  |  | 9-24 de noviembre | 9-24 de noviembre | 9-24 de noviembre |
|  |                           |                           |                          |                         |   |                               |                               |                               |  |  |                 |                 |                 |  |  |                   |                   |                   |
|  |                           |                           |                          |                         |   |                               |                               |                               |  |  |                 |                 |                 |  |  |                   |                   |                   |
|  |                           |                           |                          |                         |   |                               |                               |                               |  |  |                 |                 |                 |  |  |                   |                   |                   |
|  | Al-Nassr                  | 1                         | 3                        |                         |   |                               |                               |                               |  |  |                 |                 |                 |  |  |                   |                   |                   |
|  | Al-Nassr                  | 1                         | 3                        |                         |   |                               |                               |                               |  |  |                 |                 |                 |  |  |                   |                   |                   |
|  | Al-Wahda                  | 1                         | 2                        |                         |   |                               |                               |                               |  |  |                 |                 |                 |  |  |                   |                   |                   |
|  | Al-Wahda                  | 1                         | 2                        | Al-Nassr                | 2 | 1                             |                               |                               |  |  |                 |                 |                 |  |  |                   |                   |                   |
|  |                           |                           |                          |                         | 2 | 1                             |                               |                               |  |  |                 |                 |                 |  |  |                   |                   |                   |
|  |                           | Al-Sadd                   | 1                        | 3                       |   |                               |                               |                               |  |  |                 |                 |                 |  |  |                   |                   |                   |
|  | Al-Duhail                 | Al-Sadd                   | 1                        | 3                       | 1 | 1                             |                               |                               |  |  |                 |                 |                 |  |  |                   |                   |                   |
|  | Al-Duhail                 |                           |                          |                         | 1 | 1                             |                               |                               |  |  |                 |                 |                 |  |  |                   |                   |                   |
|  | Al-Sadd                   | 1                         | 3                        |                         |   |                               |                               |                               |  |  |                 |                 |                 |  |  |                   |                   |                   |
|  | Al-Sadd                   | 1                         | 3                        | Al-Sadd                 | 1 | 4                             |                               |                               |  |  |                 |                 |                 |  |  |                   |                   |                   |
|  |                           |                           |                          |                         | 1 | 4                             |                               |                               |  |  |                 |                 |                 |  |  |                   |                   |                   |
|  |                           | Al-Hilal Saudí            | 4                        | 2                       |   |                               |                               |                               |  |  |                 |                 |                 |  |  |                   |                   |                   |
|  | Al-Ittihad                | Al-Hilal Saudí            | 4                        | 2                       | 2 | 4                             |                               |                               |  |  |                 |                 |                 |  |  |                   |                   |                   |
|  | Al-Ittihad                |                           |                          |                         | 2 | 4                             |                               |                               |  |  |                 |                 |                 |  |  |                   |                   |                   |
|  | Zob Ahan                  | 1                         | 3                        |                         |   |                               |                               |                               |  |  |                 |                 |                 |  |  |                   |                   |                   |
|  | Zob Ahan                  | 1                         | 3                        | Al-Ittihad              | 0 | 1                             |                               |                               |  |  |                 |                 |                 |  |  |                   |                   |                   |
|  |                           |                           |                          |                         | 0 | 1                             |                               |                               |  |  |                 |                 |                 |  |  |                   |                   |                   |
|  |                           | Al-Hilal Saudí            | 0                        | 3                       |   |                               |                               |                               |  |  |                 |                 |                 |  |  |                   |                   |                   |
|  | Al-Ahli                   | Al-Hilal Saudí            | 0                        | 3                       | 2 | 1                             |                               |                               |  |  |                 |                 |                 |  |  |                   |                   |                   |
|  | Al-Ahli                   |                           |                          |                         | 2 | 1                             |                               |                               |  |  |                 |                 |                 |  |  |                   |                   |                   |
|  | Al-Hilal                  | 4                         | 0                        |                         |   |                               |                               |                               |  |  |                 |                 |                 |  |  |                   |                   |                   |
|  | Al-Hilal                  | 4                         | 0                        | Al-Hilal Saudí          | 1 | 2                             |                               |                               |  |  |                 |                 |                 |  |  |                   |                   |                   |
|  |                           |                           |                          |                         | 1 | 2                             |                               |                               |  |  |                 |                 |                 |  |  |                   |                   |                   |
|  |                           | Urawa Red Diamonds        | 0                        | 0                       |   |                               |                               |                               |  |  |                 |                 |                 |  |  |                   |                   |                   |
|  | Kashima Antlers (v.)      | Urawa Red Diamonds        | 0                        | 0                       | 1 | 2                             |                               |                               |  |  |                 |                 |                 |  |  |                   |                   |                   |
|  | Kashima Antlers (v.)      |                           |                          |                         | 1 | 2                             |                               |                               |  |  |                 |                 |                 |  |  |                   |                   |                   |
|  | Sanfrecce Hiroshima       | 0                         | 3                        |                         |   |                               |                               |                               |  |  |                 |                 |                 |  |  |                   |                   |                   |
|  | Sanfrecce Hiroshima       | 0                         | 3                        | Kashima Antlers         | 0 | 1                             |                               |                               |  |  |                 |                 |                 |  |  |                   |                   |                   |
|  |                           |                           |                          |                         | 0 | 1                             |                               |                               |  |  |                 |                 |                 |  |  |                   |                   |                   |
|  |                           | Guangzhou Evergrande (v.) | 0                        | 1                       |   |                               |                               |                               |  |  |                 |                 |                 |  |  |                   |                   |                   |
|  | Guangzhou Evergrande (p.) | Guangzhou Evergrande (v.) | 0                        | 1                       | 2 | 2 (6)                         |                               |                               |  |  |                 |                 |                 |  |  |                   |                   |                   |
|  | Guangzhou Evergrande (p.) |                           |                          |                         | 2 | 2 (6)                         |                               |                               |  |  |                 |                 |                 |  |  |                   |                   |                   |
|  | Shandong Luneng           | 1                         | 3 (5)                    |                         |   |                               |                               |                               |  |  |                 |                 |                 |  |  |                   |                   |                   |
|  | Shandong Luneng           | 1                         | 3 (5)                    | Guangzhou Evergrande    | 0 | 0                             |                               |                               |  |  |                 |                 |                 |  |  |                   |                   |                   |
|  |                           |                           |                          |                         | 0 | 0                             |                               |                               |  |  |                 |                 |                 |  |  |                   |                   |                   |
|  |                           | Urawa Red Diamonds        | 2                        | 1                       |   |                               |                               |                               |  |  |                 |                 |                 |  |  |                   |                   |                   |
|  | Urawa Red Diamonds        | Urawa Red Diamonds        | 2                        | 1                       | 1 | 3                             |                               |                               |  |  |                 |                 |                 |  |  |                   |                   |                   |
|  | Urawa Red Diamonds        |                           |                          |                         | 1 | 3                             |                               |                               |  |  |                 |                 |                 |  |  |                   |                   |                   |
|  | Ulsan Hyundai             | 2                         | 0                        |                         |   |                               |                               |                               |  |  |                 |                 |                 |  |  |                   |                   |                   |
|  | Ulsan Hyundai             | 2                         | 0                        | Urawa Red Diamonds (v.) | 2 | 1                             |                               |                               |  |  |                 |                 |                 |  |  |                   |                   |                   |
|  |                           |                           |                          |                         | 2 | 1                             |                               |                               |  |  |                 |                 |                 |  |  |                   |                   |                   |
|  |                           | Shanghai SIPG             | 2                        | 1                       |   |                               |                               |                               |  |  |                 |                 |                 |  |  |                   |                   |                   |
|  | Shanghái SIPG (p.)        | Shanghai SIPG             | 2                        | 1                       | 1 | 1 (5)                         |                               |                               |  |  |                 |                 |                 |  |  |                   |                   |                   |
|  | Shanghái SIPG (p.)        |                           |                          |                         | 1 | 1 (5)                         |                               |                               |  |  |                 |                 |                 |  |  |                   |                   |                   |
|  | Jeonbuk Hyundai Motors    | 1                         | 1 (3)                    |                         |   |                               |                               |                               |  |  |                 |                 |                 |  |  |                   |                   |                   |

### Octavos de final
| Equipo 1             | Agr.                 | Equipo 2               | Ida          | Vuelta       |
| Región Oeste         | Región Oeste         | Región Oeste           | Región Oeste | Región Oeste |
| -------------------- | -------------------- | ---------------------- | ------------ | ------------ |
| Al-Nassr             | 4–3                  | Al-Wahda               | 1–1          | 3–2          |
| Al-Ittihad           | 6–4                  | Zob Ahan               | 2–1          | 4–3          |
| Al-Duhail            | 2–4                  | Al-Sadd                | 1–1          | 1–3          |
| Al-Ahli              | 3–4                  | Al-Hilal               | 2–4          | 1–0          |
| Región Este          |                      |                        |              |              |
| Kashima Antlers      | 3–3 (v.)             | Sanfrecce Hiroshima    | 1–0          | 2–3          |
| Guangzhou Evergrande | 4–4 (t. s.) (6-5 p.) | Shandong Luneng        | 2–1          | 2–3          |
| Urawa Red Diamonds   | 4–2                  | Ulsan Hyundai          | 1–2          | 3–0          |
| Shanghai SIPG        | 2–2 (t. s.) (5-3 p.) | Jeonbuk Hyundai Motors | 1–1          | 1–1          |

- Zona Occidental

Al-Nassr - Al-Wahda
| 5 de agosto de 2019 | Al-Nassr      | 1:1 (1:0) | Al-Wahda     | Estadio Rey Fahd, Riad                                       |                                                              |
|                     | Hamdallah 17' | Reporte   | Leonardo 53' | Asistencia: 8617 espectadores Árbitro(s): Ali Sabah Al Qaysi | Asistencia: 8617 espectadores Árbitro(s): Ali Sabah Al Qaysi |

| 12 de agosto de 2019 | Al-Wahda                       | 2:3 (1:2) | Al-Nassr                            | Estadio Al-Nahyan, Abu Dabi                             |                                                         |
|                      | Al Menhali 27' · Tagliabúe 79' | Reporte   | Hamdallah 41' · Giuliano 45+1', 62' | Asistencia: 5742 espectadores Árbitro(s): Muhammad Taqi | Asistencia: 5742 espectadores Árbitro(s): Muhammad Taqi |

Al-Ittihad Jeddah - Zob Ahan
| 5 de agosto de 2019 | Al-Ittihad Jeddah          | 2:1 (1:1) | Zob Ahan     | Estadio Zabeel, Dubái, EAU                        |                                                   |
|                     | Jiménez 9' · Al Sahafi 72' | Reporte   | Hadadifar 7' | Asistencia: 2380 espectadores Árbitro(s): Ma Ning | Asistencia: 2380 espectadores Árbitro(s): Ma Ning |

| 12 de agosto de 2019 | Zob Ahan                                            | 3:4 (0:1) | Al-Ittihad Jeddah                                       | Estadio Grand Hamad, Doha, Catar                         |                                                          |
|                      | Jiménez 53' (a.g.) · Mohammadi 72' · Chrisantus 83' | Reporte   | Vecchio 45+1' · Sadeghi 54' (a.g.) · Romarinho 64', 70' | Asistencia: 700 espectadores Árbitro(s): Adham Makhadmeh | Asistencia: 700 espectadores Árbitro(s): Adham Makhadmeh |

Al-Duhail - Al-Sadd
| 6 de agosto de 2019 | Al-Duhail  | 1:1 (1:1) | Al-Sadd  | Estadio Al Janoub, Doha                                |                                                        |
|                     | Msakni 44' | Reporte   | Afif 30' | Asistencia: 48 094 espectadores Árbitro(s): Ryuji Sato | Asistencia: 48 094 espectadores Árbitro(s): Ryuji Sato |

| 13 de agosto de 2019 | Al-Sadd                                     | 3:1 (2:0) | Al-Duhail    | Estadio Jassim bin Hamad, Doha                        |                                                       |
|                      | Afif 20' · Hassan 34' · Yasser 90+1' (a.g.) | Reporte   | Edmilson 56' | Asistencia: 9930 espectadores Árbitro(s): Chris Beath | Asistencia: 9930 espectadores Árbitro(s): Chris Beath |

Al-Ahli Saudi - Al-Hilal
| 6 de agosto de 2019 | Al-Ahli Saudí             | 2:4 (2:1) | Al-Hilal Saudí                      | King Abdullah Sports City, Jeddah                        |                                                          |
|                     | Al Somah 6' · Djaniny 39' | Reporte   | Gomis 15', 48', 65' · Al Hafith 81' | Asistencia: 48 094 espectadores Árbitro(s): Ahmed Al-Kaf | Asistencia: 48 094 espectadores Árbitro(s): Ahmed Al-Kaf |

| 13 de agosto de 2019 | Al-Hilal Saudí | 0:1 (0:1) | Al-Ahli Saudí | King Saud University Stadium, Riad                  |                                                     |
|                      |                | Reporte   | Asiri 42'     | Asistencia: 22 076 espectadores Árbitro(s): Ma Ning | Asistencia: 22 076 espectadores Árbitro(s): Ma Ning |

- Zona Oriental

Kashima Antlers - Sanfrecce Hiroshima
| 18 de junio de 2019 | Kashima Antlers | 1:0 (1:0) | Sanfrecce Hiroshima | Estadio de Kashima, Kashima                             |                                                         |
|                     | Serginho 24'    | Reporte   |                     | Asistencia: 13 179 espectadores Árbitro(s): Aziz Asymov | Asistencia: 13 179 espectadores Árbitro(s): Aziz Asymov |

| 25 de junio de 2019 | Sanfrecce Hiroshima                   | 3:2 (0:1) | Kashima Antlers | Estadio del Gran Arco, Hiroshima                             |                                                              |
|                     | Patric 66', 90+6' (pen.) · Sasaki 72' | Reporte   | Doi 33', 89'    | Asistencia: 4279 espectadores Árbitro(s): Ali Sabah Al Qaysi | Asistencia: 4279 espectadores Árbitro(s): Ali Sabah Al Qaysi |

Guangzhou Evergrande - Shandong Luneng
| 18 de junio de 2019 | Guangzhou Evergrande                | 2:1 (1:0) | Shandong Luneng | Estadio Tianhe, Guangzhou                                          |                                                                    |
|                     | Shihao 35' · Zheng Zheng 80' (a.g.) | Reporte   | Chi 66'         | Asistencia: 38 900 espectadores Árbitro(s): Hettikamkanamge Perera | Asistencia: 38 900 espectadores Árbitro(s): Hettikamkanamge Perera |

| 25 de junio de 2019 | Shandong Luneng                                   | 3:2 (0:1, 3:2) (t. s.)(5:6 p.) | Guangzhou Evergrande                             | Olympic Sports Center Stadium, Jinan                           |                                                                |
|                     | Haibin 62' · Fellaini 70' · Junshuai 93'          | Reporte                        | Paulinho 13', 103'                               | Asistencia: 35 148 espectadores Árbitro(s): Valentin Kovalenko | Asistencia: 35 148 espectadores Árbitro(s): Valentin Kovalenko |
|                     |                                                   | Tiros desde el punto penal     |                                                  |                                                                |                                                                |
|                     | Jingdao · Gil · Fellaini · Junmin · Haibin · Peng |                                | Shihao · Lin · Liyu · Paulinho · Linpeng · Yihao |                                                                |                                                                |

Urawa Red Diamonds - Ulsan Hyundai
| 19 de junio de 2019 | Urawa Red Diamonds | 1:2 (1:1) | Ulsan Hyundai           | Estadio Saitama 2002, Saitama                                 |                                                               |
|                     | Sugimoto 37'       | Reporte   | Min-Kyu 42' · Il-su 80' | Asistencia: 20 741 espectadores Árbitro(s): Turki Al-Khudhayr | Asistencia: 20 741 espectadores Árbitro(s): Turki Al-Khudhayr |

| 26 de junio de 2019 | Ulsan Hyundai | 0:3 (0:1) | Urawa Red Diamonds            | Estadio Ulsan Munsu, Ulsan                                         |                                                                    |
|                     |               | Reporte   | Koroki 41', 80' · Ewerton 87' | Asistencia: 3140 espectadores Árbitro(s): Khamis Mohamed Al Kuwari | Asistencia: 3140 espectadores Árbitro(s): Khamis Mohamed Al Kuwari |

Shanghai SIPG - Jeonbuk Hyundai
| 19 de junio de 2019 | Shanghai SIPG | 1:1 (1:1) | Jeonbuk Hyundai Motors | Estadio de Shanghái, Shanghái                               |                                                             |
|                     | Shenchao 39'  | Reporte   | Seon-min 1'            | Asistencia: 20 007 espectadores Árbitro(s): Nawaf Shukralla | Asistencia: 20 007 espectadores Árbitro(s): Nawaf Shukralla |

| 26 de junio de 2019 | Jeonbuk Hyundai Motors                   | 1:1 (1:0, 1:1) (t. s.)(3:5 p.) | Shanghai SIPG                                | Estadio Mundialista, Jeonju                                 |                                                             |
|                     | Shin-Wook 27'                            | Reporte                        | Hulk 80'                                     | Asistencia: 11 095 espectadores Árbitro(s): Alireza Faghani | Asistencia: 11 095 espectadores Árbitro(s): Alireza Faghani |
|                     |                                          | Tiros desde el punto penal     |                                              |                                                             |                                                             |
|                     | Dong-Gook · Shin-Wook · Yong · Hyung-Min |                                | Hulk · Elkeson · Akhmedov · Shenchao · Oscar |                                                             |                                                             |

### Cuartos de final
| Equipo 1             | Agr.         | Equipo 2           | Ida          | Vuelta       |
| Región Oeste         | Región Oeste | Región Oeste       | Región Oeste | Región Oeste |
| -------------------- | ------------ | ------------------ | ------------ | ------------ |
| Al-Nassr             | 3–4          | Al-Sadd            | 2–1          | 1–3          |
| Al-Ittihad           | 1–3          | Al-Hilal           | 0–0          | 1–3          |
| Región Este          |              |                    |              |              |
| Shanghai SIPG        | 3–3 (v.)     | Urawa Red Diamonds | 2–2          | 1–1          |
| Guangzhou Evergrande | 1–1 (v.)     | Kashima Antlers    | 0–0          | 1–1          |

- Zona Occidental

Al Nassr - Al-Sadd
| 26 de agosto de 2019 | Al Nassr                     | 2:1 (1:1) | Al-Sadd       | Estadio Rey Fahd, Riad                                         |                                                                |
|                      | Aldawsari 44' · Giuliano 71' | Reporte   | Assadalla 21' | Asistencia: 16 911 espectadores Árbitro(s): Valentin Kovalenko | Asistencia: 16 911 espectadores Árbitro(s): Valentin Kovalenko |

| 16 de septiembre de 2019 | Al-Sadd                                         | 3:1 (1:1) | Al Nassr      | Estadio Jassim bin Hamad, Doha                                     |                                                                    |
|                          | Afif 26' · Al-Heidos 59' · Bounedjah 83' (pen.) | Reporte   | Hamdallah 33' | Asistencia: 13 262 espectadores Árbitro(s): Hettikamkanamge Perera | Asistencia: 13 262 espectadores Árbitro(s): Hettikamkanamge Perera |

Al-Ittihad Jeddah - Al-Hilal Saudi
| 27 de agosto de 2019 | Al-Ittihad Jeddah | 0:0     | Al-Hilal Saudí | King Abdullah Sports City, Jeddah                       |                                                         |
|                      |                   | Reporte |                | Asistencia: 54 390 espectadores Árbitro(s): Chris Beath | Asistencia: 54 390 espectadores Árbitro(s): Chris Beath |

| 17 de septiembre de 2019 | Al-Hilal Saudí                               | 3:1 (1:1) | Al-Ittihad Jeddah | King Saud University Stadium, Riad                     |                                                        |
|                          | Carrillo 44' · Al-Dawsari 48' · Giovinco 78' | Reporte   | Al-Sahafi 10'     | Asistencia: 22 916 espectadores Árbitro(s): Ryuji Sato | Asistencia: 22 916 espectadores Árbitro(s): Ryuji Sato |

- Zona Oriental

Shanghai SIPG - Urawa Red Diamonds
| 27 de agosto de 2019 | Shanghai SIPG               | 2:2 (0:2) | Urawa Red Diamonds     | Estadio de Shanghái, Shanghái                                        |                                                                      |
|                      | Hulk 49' (pen.), 71' (pen.) | Reporte   | Makino 3' · Koroki 30' | Asistencia: 24 573 espectadores Árbitro(s): Mohammed Abdulla Mohamed | Asistencia: 24 573 espectadores Árbitro(s): Mohammed Abdulla Mohamed |

| 17 de septiembre de 2019 | Urawa Red Diamonds | 1:1 (1:0) | Shanghai SIPG | Estadio Saitama 2002, Saitama                                          |                                                                        |
|                          | Junling 39' (a.g.) | Reporte   | Shenchao 60'  | Asistencia: 28 533 espectadores Árbitro(s): Mohanad Qasim Eesee Sarray | Asistencia: 28 533 espectadores Árbitro(s): Mohanad Qasim Eesee Sarray |

Guangzhou Evergrande - Kashima Antlers
| 28 de agosto de 2019 | Guangzhou Evergrande | 0:0     | Kashima Antlers | Estadio Tianhe, Guangzhou                                         |                                                                   |
|                      |                      | Reporte |                 | Asistencia: 39 998 espectadores Árbitro(s): Abdulrahman Al Jassim | Asistencia: 39 998 espectadores Árbitro(s): Abdulrahman Al Jassim |

| 18 de septiembre de 2019 | Kashima Antlers | 1:1 (0:1) | Guangzhou Evergrande | Estadio de Kashima, Kashima                              |                                                          |
|                          | Serginho 51'    | Reporte   | Talisca 40'          | Asistencia: 13 836 espectadores Árbitro(s): Ahmed Al-Kaf | Asistencia: 13 836 espectadores Árbitro(s): Ahmed Al-Kaf |

### Semifinales
| Equipo 1           | Agr.         | Equipo 2             | Ida          | Vuelta       |
| Región Oeste       | Región Oeste | Región Oeste         | Región Oeste | Región Oeste |
| ------------------ | ------------ | -------------------- | ------------ | ------------ |
| Al-Sadd            | 5–6          | Al-Hilal             | 1–4          | 4–2          |
| Región Este        |              |                      |              |              |
| Urawa Red Diamonds | 3–0          | Guangzhou Evergrande | 2–0          | 1–0          |

- Zona Occidental

Al-Sadd - Al-Hilal Saudi
| 1 de octubre de 2019 | Al-Sadd             | 1:4 (1:2) | Al-Hilal Saudí                                       | Estadio Jassim bin Hamad, Doha                           |                                                          |
|                      | B. Gomis 14' (a.g.) | Reporte   | B. Gomis 33', 60' · Al-Bulaihi 45' · Al-Shalhoub 67' | Asistencia: 13 753 espectadores Árbitro(s): Ahmed Al-Kaf | Asistencia: 13 753 espectadores Árbitro(s): Ahmed Al-Kaf |

| 22 de octubre de 2019 | Al-Hilal Saudí                | 2:4 (2:3) | Al-Sadd                                                      | King Saud University Stadium, Riad                        |                                                           |
|                       | Al-Dawsari 13' · B. Gomis 25' | Reporte   | Afif 17' (pen) · Tae-Hee 19' · Al-Haydos 20' · Khoukhi 90+3' | Asistencia: 20 743 espectadores Árbitro(s): Muhammad Taqi | Asistencia: 20 743 espectadores Árbitro(s): Muhammad Taqi |

- Zona Oriental

Urawa Red Diamonds - Guangzhou Evergrande
| 2 de octubre de 2019 | Urawa Red Diamonds        | 2:0 (1:0) | Guangzhou Evergrande | Estadio Saitama 2002, Saitama                           |                                                         |
|                      | Fabrício 19' · Sekine 75' | Reporte   |                      | Asistencia: 30 068 espectadores Árbitro(s): Chris Beath | Asistencia: 30 068 espectadores Árbitro(s): Chris Beath |

| 23 de octubre de 2019 | Guangzhou Evergrande | 0:1 (0:0) | Urawa Red Diamonds | Estadio Tianhe, Guangzhou                                   |                                                             |
|                       |                      | Reporte   | Koroki 50'         | Asistencia: 39 999 espectadores Árbitro(s): Alireza Faghani | Asistencia: 39 999 espectadores Árbitro(s): Alireza Faghani |

### Final
Urawa Red Diamonds - Al-Hilal Saudí
| 9 de noviembre de 2019, 19:30 (UTC+3) | Al-Hilal Saudí | 1:0 (0:0) | Urawa Red Diamonds | King Saud University Stadium, Riad                             |                                                                |
|                                       | Carrillo 60'   | Reporte   |                    | Asistencia: 22 549 espectadores Árbitro(s): Ali Sabah Al Qaysi | Asistencia: 22 549 espectadores Árbitro(s): Ali Sabah Al Qaysi |

| 24 de noviembre de 2019, 19:00 (UTC+9) | Urawa Red Diamonds | 0:2 (0:0) | Al-Hilal Saudí                  | Estadio Saitama 2002, Saitama                                  |                                                                |
|                                        |                    | Reporte   | Al-Dawsari 74' · B. Gomis 90+3' | Asistencia: 58 109 espectadores Árbitro(s): Valentin Kovalenko | Asistencia: 58 109 espectadores Árbitro(s): Valentin Kovalenko |

#### Ida
| 1          | POR        | Abdullah Al-Muaiouf |     |
| 2          | DEF        | Mohammed Al-Burayk  |     |
| 20         | DEF        | Jang Hyun-Soo       |     |
| 5          | DEF        | Ali Al-Boleahi      |     |
| 12         | DEF        | Yasir Al-Shahrani   |     |
| 19         | MED        | André Carrillo      |     |
| 7          | MED        | Salman Al-Faraj     |     |
| 8          | MED        | Abdullah Otayf      | 89' |
| 29         | MED        | Salem Al-Dawsari    |     |
| 9          | DEL        | Sebastian Giovinco  | 87' |
| 18         | DEL        | Bafétimbi Gomis     |     |
| Entrenador | Entrenador | Răzvan Lucescu      |     |

| 25         | POR        | Haruki Fukushima |     |
| 31         | DEF        | Takuya Iwanami   |     |
| 4          | DEF        | Daisuke Suzuki   |     |
| 5          | DEF        | Tomoaki Makino   |     |
| 8          | MED        | Ewerton da Silva |     |
| 16         | MED        | Takuya Aoki      |     |
| 27         | MED        | Daiki Hashioka   |     |
| 41         | MED        | Takahiro Sekine  | 85' |
| 7          | MED        | Kazuki Nagasawa  | 75' |
| 12         | DEL        | Fabrício         |     |
| 30         | DEL        | Shinzo Koroki    |     |
| Entrenador | Entrenador | Tsuyoshi Otsuki  |     |

| 24 | MED | Nawaf Al-Abed | 87' |
| 28 | MED | Mohamed Kanno | 89' |

| 3  | DEF | Tomoya Ugajin  | 75' |
| 14 | DEL | Kenyu Sugimoto | 85' |

| Anotado | 60' | André Carrillo | 1–0 |

| Amonestado | 38' | Ali Al-Boleahi |

| Árbitro                | Ali Sabah Al Qaysi   |
| Árbitros asistentes    | Hayder Abdulhasan    |
| Árbitros asistentes    | Ameer Dawood Hussein |
| Asistentes adicionales | Mohanad Sarray       |
| Asistentes adicionales | Omar Al Yaqoubi      |
| Cuarto árbitro         | Obaid Al-Swaiedi     |

| 1          | POR        | Abdullah Al-Muaiouf |     |
| 2          | DEF        | Mohammed Al-Burayk  |     |
| 20         | DEF        | Jang Hyun-Soo       |     |
| 5          | DEF        | Ali Al-Boleahi      |     |
| 12         | DEF        | Yasir Al-Shahrani   |     |
| 19         | MED        | André Carrillo      |     |
| 7          | MED        | Salman Al-Faraj     |     |
| 8          | MED        | Abdullah Otayf      | 89' |
| 29         | MED        | Salem Al-Dawsari    |     |
| 9          | DEL        | Sebastian Giovinco  | 87' |
| 18         | DEL        | Bafétimbi Gomis     |     |
| Entrenador | Entrenador | Răzvan Lucescu      |     |

| 25         | POR        | Haruki Fukushima |     |
| 31         | DEF        | Takuya Iwanami   |     |
| 4          | DEF        | Daisuke Suzuki   |     |
| 5          | DEF        | Tomoaki Makino   |     |
| 8          | MED        | Ewerton da Silva |     |
| 16         | MED        | Takuya Aoki      |     |
| 27         | MED        | Daiki Hashioka   |     |
| 41         | MED        | Takahiro Sekine  | 85' |
| 7          | MED        | Kazuki Nagasawa  | 75' |
| 12         | DEL        | Fabrício         |     |
| 30         | DEL        | Shinzo Koroki    |     |
| Entrenador | Entrenador | Tsuyoshi Otsuki  |     |

| 24 | MED | Nawaf Al-Abed | 87' |
| 28 | MED | Mohamed Kanno | 89' |

| 3  | DEF | Tomoya Ugajin  | 75' |
| 14 | DEL | Kenyu Sugimoto | 85' |

| Anotado | 60' | André Carrillo | 1–0 |

| Amonestado | 38' | Ali Al-Boleahi |

| Árbitro                | Ali Sabah Al Qaysi   |
| Árbitros asistentes    | Hayder Abdulhasan    |
| Árbitros asistentes    | Ameer Dawood Hussein |
| Asistentes adicionales | Mohanad Sarray       |
| Asistentes adicionales | Omar Al Yaqoubi      |
| Cuarto árbitro         | Obaid Al-Swaiedi     |

#### Vuelta
| 1          | POR        | Shusaku Nishikawa |     |
| 31         | DEF        | Takuya Iwanami    |     |
| 4          | DEF        | Daisuke Suzuki    |     |
| 5          | DEF        | Tomoaki Makino    |     |
| 8          | DEF        | Ewerton da Silva  |     |
| 16         | MED        | Takuya Aoki       | 88' |
| 27         | MED        | Daiki Hashioka    |     |
| 41         | MED        | Takahiro Sekine   |     |
| 7          | MED        | Kazuki Nagasawa   | 63' |
| 12         | MED        | Fabrício          | 71' |
| 30         | DEL        | Shinzo Koroki     |     |
| Entrenador | Entrenador | Tsuyoshi Otsuki   |     |

| 1          | POR        | Abdullah Al-Muaiouf |       |
| 2          | DEF        | Mohammed Al-Burayk  | 80'   |
| 20         | DEF        | Jang Hyun-Soo       |       |
| 5          | DEF        | Ali Al-Boleahi      |       |
| 12         | DEF        | Yasir Al-Shahrani   |       |
| 19         | MED        | André Carrillo      |       |
| 7          | MED        | Salman Al-Faraj     |       |
| 8          | MED        | Abdullah Otayf      | 90+4' |
| 29         | MED        | Salem Al-Dawsari    |       |
| 9          | DEL        | Sebastian Giovinco  | 88'   |
| 18         | DEL        | Bafétimbi Gomis     |       |
| Entrenador | Entrenador | Răzvan Lucescu      |       |

| 10 | MED | Yōsuke Kashiwagi | 63' |
| 14 | DEL | Kenyu Sugimoto   | 71' |
| 22 | MED | Yuki Abe         | 88' |

| 17 | DEF | Abdullah Al-Hafith   | 80'   |
| 28 | MED | Mohamed Kanno        | 88'   |
| 10 | DEL | Mohammad Al Shalhoub | 90+4' |

| Anotado | 74'   | Salem Al-Dawsari | 0–1 |
| Anotado | 90'+3 | Bafetimbi Gomis  | 0–2 |

| Amonestado | 43' | Takahiro Sekine |
| Amonestado | 53' | Takuya Aoki     |
| Amonestado | 57' | Takuya Iwanami  |
| Amonestado | 76' | Tomoaki Makino  |

| Árbitro                | Valentin Kovalenko  |
| Árbitros asistentes    | Andrey Tsapenko     |
| Árbitros asistentes    | Timur Gaynullin     |
| Asistentes adicionales | Ilgiz Tantashev     |
| Asistentes adicionales | Aziz Asimov         |
| Cuarto árbitro         | Ruslan Seratzidinov |

| 1          | POR        | Shusaku Nishikawa |     |
| 31         | DEF        | Takuya Iwanami    |     |
| 4          | DEF        | Daisuke Suzuki    |     |
| 5          | DEF        | Tomoaki Makino    |     |
| 8          | DEF        | Ewerton da Silva  |     |
| 16         | MED        | Takuya Aoki       | 88' |
| 27         | MED        | Daiki Hashioka    |     |
| 41         | MED        | Takahiro Sekine   |     |
| 7          | MED        | Kazuki Nagasawa   | 63' |
| 12         | MED        | Fabrício          | 71' |
| 30         | DEL        | Shinzo Koroki     |     |
| Entrenador | Entrenador | Tsuyoshi Otsuki   |     |

| 1          | POR        | Abdullah Al-Muaiouf |       |
| 2          | DEF        | Mohammed Al-Burayk  | 80'   |
| 20         | DEF        | Jang Hyun-Soo       |       |
| 5          | DEF        | Ali Al-Boleahi      |       |
| 12         | DEF        | Yasir Al-Shahrani   |       |
| 19         | MED        | André Carrillo      |       |
| 7          | MED        | Salman Al-Faraj     |       |
| 8          | MED        | Abdullah Otayf      | 90+4' |
| 29         | MED        | Salem Al-Dawsari    |       |
| 9          | DEL        | Sebastian Giovinco  | 88'   |
| 18         | DEL        | Bafétimbi Gomis     |       |
| Entrenador | Entrenador | Răzvan Lucescu      |       |

| 10 | MED | Yōsuke Kashiwagi | 63' |
| 14 | DEL | Kenyu Sugimoto   | 71' |
| 22 | MED | Yuki Abe         | 88' |

| 17 | DEF | Abdullah Al-Hafith   | 80'   |
| 28 | MED | Mohamed Kanno        | 88'   |
| 10 | DEL | Mohammad Al Shalhoub | 90+4' |

| Anotado | 74'   | Salem Al-Dawsari | 0–1 |
| Anotado | 90'+3 | Bafetimbi Gomis  | 0–2 |

| Amonestado | 43' | Takahiro Sekine |
| Amonestado | 53' | Takuya Aoki     |
| Amonestado | 57' | Takuya Iwanami  |
| Amonestado | 76' | Tomoaki Makino  |

| Árbitro                | Valentin Kovalenko  |
| Árbitros asistentes    | Andrey Tsapenko     |
| Árbitros asistentes    | Timur Gaynullin     |
| Asistentes adicionales | Ilgiz Tantashev     |
| Asistentes adicionales | Aziz Asimov         |
| Cuarto árbitro         | Ruslan Seratzidinov |

|                |
| Campeón        |
| Al-Hilal Saudí |
| 3.er título    |

## Goleadores
- Actualizado al 24 de noviembre de 2019 (AFC)

| Pos. | Jugador                 | Club                 | Total |
| ---- | ----------------------- | -------------------- | ----- |
| 1    | Bafétimbi Gomis         | Al-Hilal             | 11    |
| 2    | Leonardo                | Al-Wahda             | 9     |
| 3    | Shinzo Koroki           | Urawa Red Diamonds   | 8     |
| 4    | Omar Al Somah           | Al-Ahli Saudi        | 7     |
| 5    | Alaa Abbas              | Al-Zawraa            | 6     |
| 5    | Giuliano                | Al-Nassr             | 6     |
| 5    | Hulk                    | Shanghai SIPG        | 6     |
| 5    | Graziano Pellè          | Shandong Luneng      | 6     |
| 9    | Temurkhuja Abdukholiqov | Lokomotiv Tashkent   | 5     |
| 9    | Akram Afif              | Al-Sadd              | 5     |
| 9    | Romarinho               | Al-Ittihad Jeddah    | 5     |
| 9    | Anderson Talisca        | Guangzhou Evergrande | 5     |

Nota: Los goles marcados en el play-off de clasificación no se cuentan para determinar el máximo goleador (Reglamento Artículo 64.4).
Source: AFC